# Alaska sud-orientale

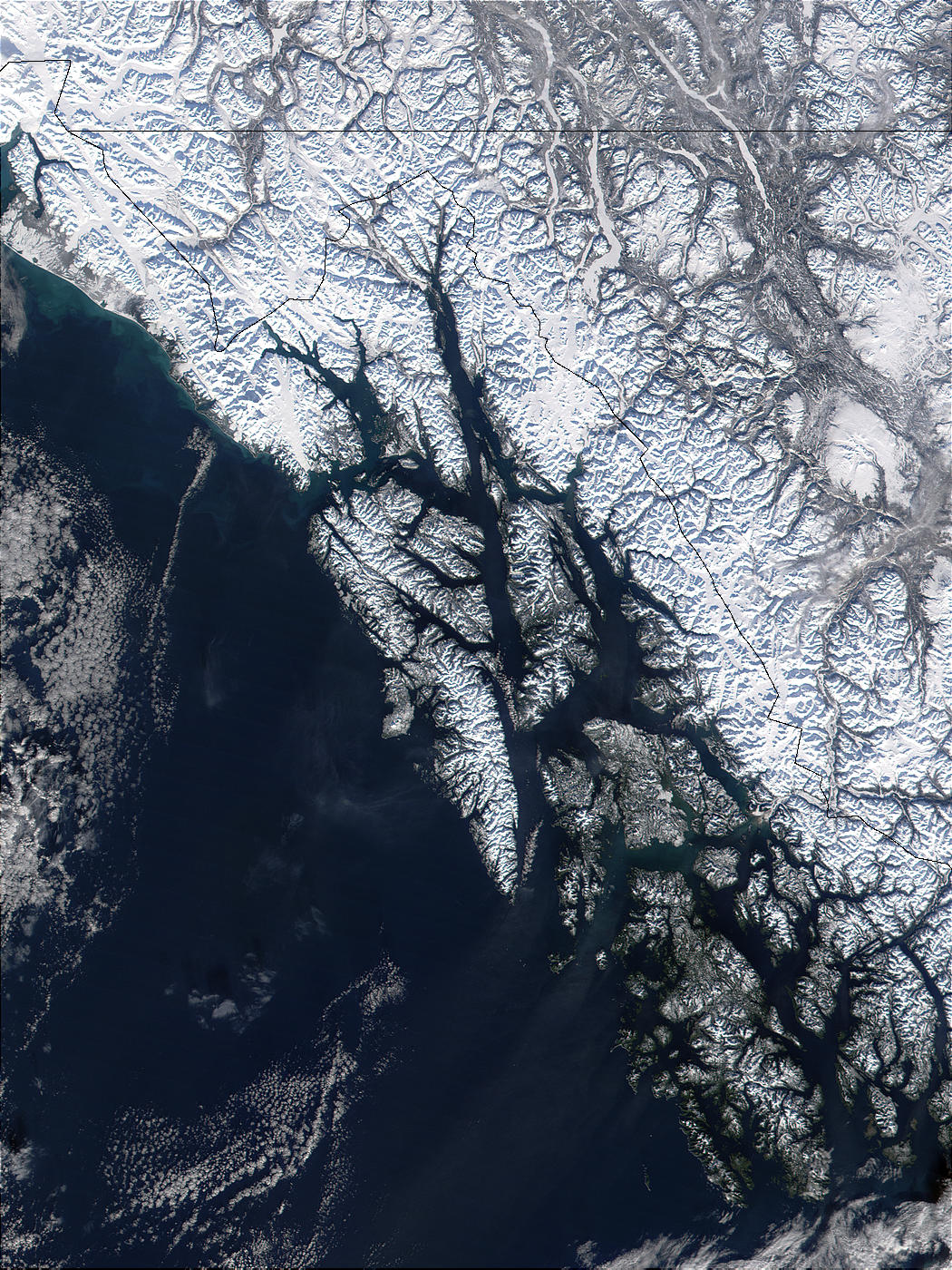
Immagine satellitare del febbraio 2002

L'Alaska sud-orientale, anche chiamata Alaska Panhandle ("manico di padella dell'Alaska"), è la regione dello Stato dell'Alaska che si trova fra il golfo dell'Alaska (oceano Pacifico) e la provincia canadese della Columbia Britannica.

## Descrizione
Il territorio è costituito da una sottile striscia di terra, delimitata a est dalla catena delle Montagne Costiere, e da una moltitudine di isole prospicienti la costa, l'arcipelago Alessandro, che formano una serie di insenature, canali e fiordi che si sviluppano anche per decine di chilometri. Lungo uno di tali canali si trova Juneau, la capitale dell'Alaska. Data la natura del territorio questo è quasi del tutto privo di strade ed i collegamenti fra i vari villaggi sono assicurati dall'Alaska Marine Highway, un servizio di traghetti gestito dallo Stato dell'Alaska.
Pur essendo la parte dell'Alaska più vicina agli Stati Uniti continentali, ed essendo quindi il territorio dove si sono concentrati, almeno inizialmente, gli insediamenti dei non-nativi dell'Alaska, il suo territorio è in larga parte ancora selvaggio. Tutta la parte meridionale fa parte della Foresta nazionale di Tongass mentre più a nord ci sono il parco nazionale di Glacier Bay ed il parco nazionale Wrangell-St. Elias.

## Geografia fisica

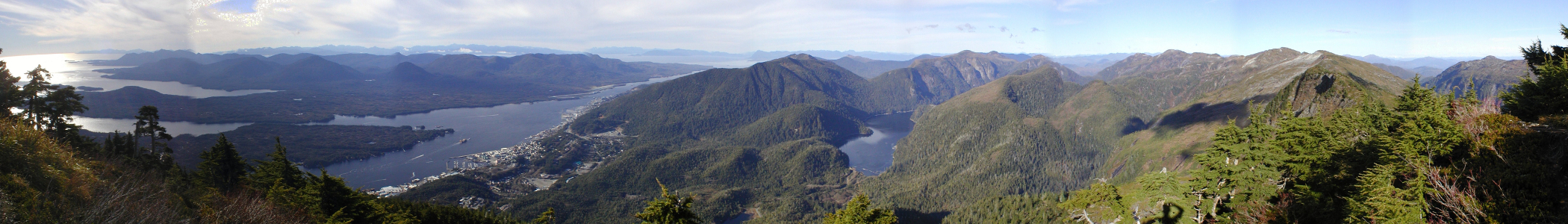
Ketchikan e aree limitrofe dalla vetta del Monte Deer

Chilkoot Pass sulle Boundary Range
nel 1906 (foto sopra) e nel 2014 (foto sotto)

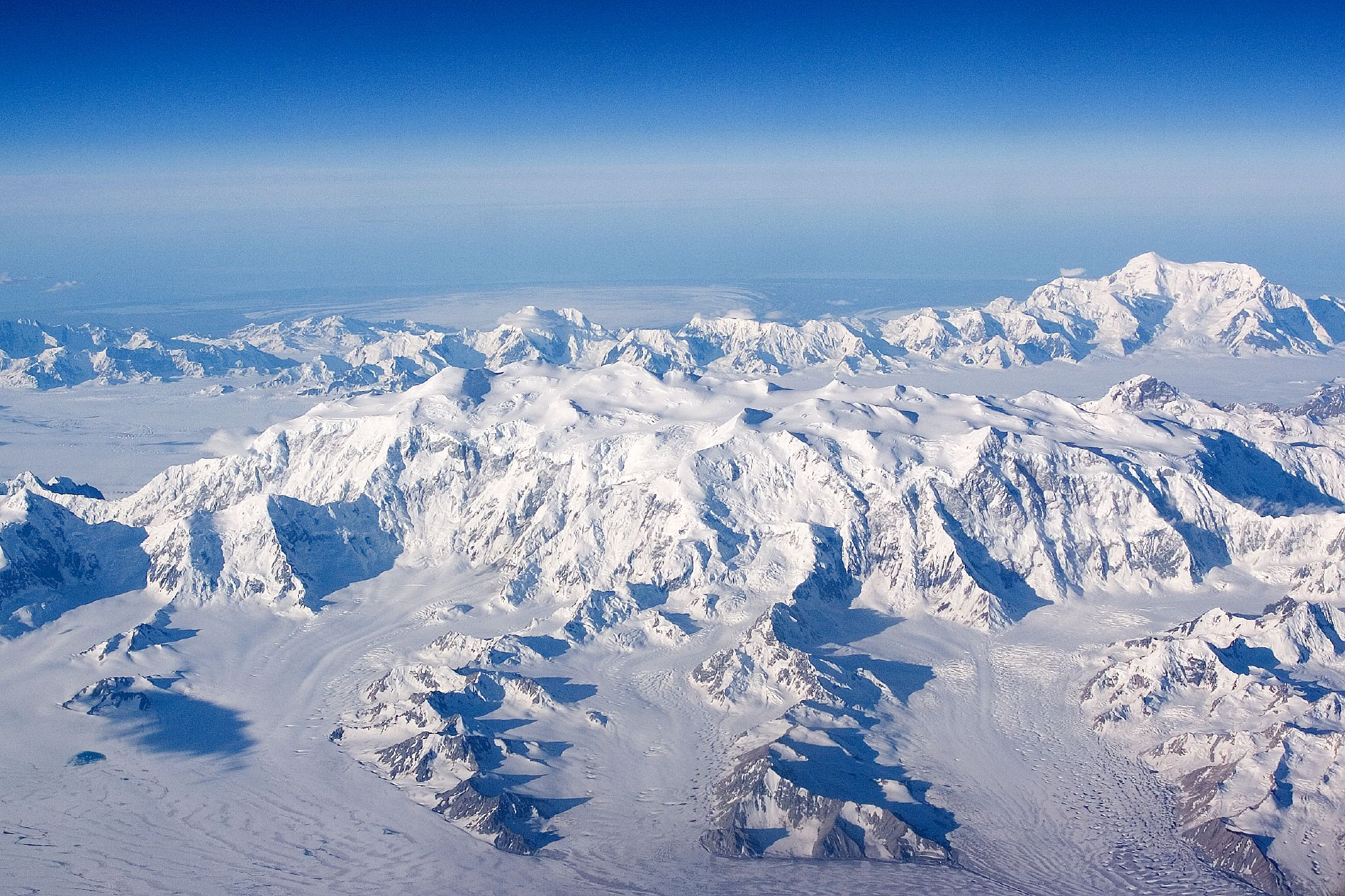
Monti Sant'Elia

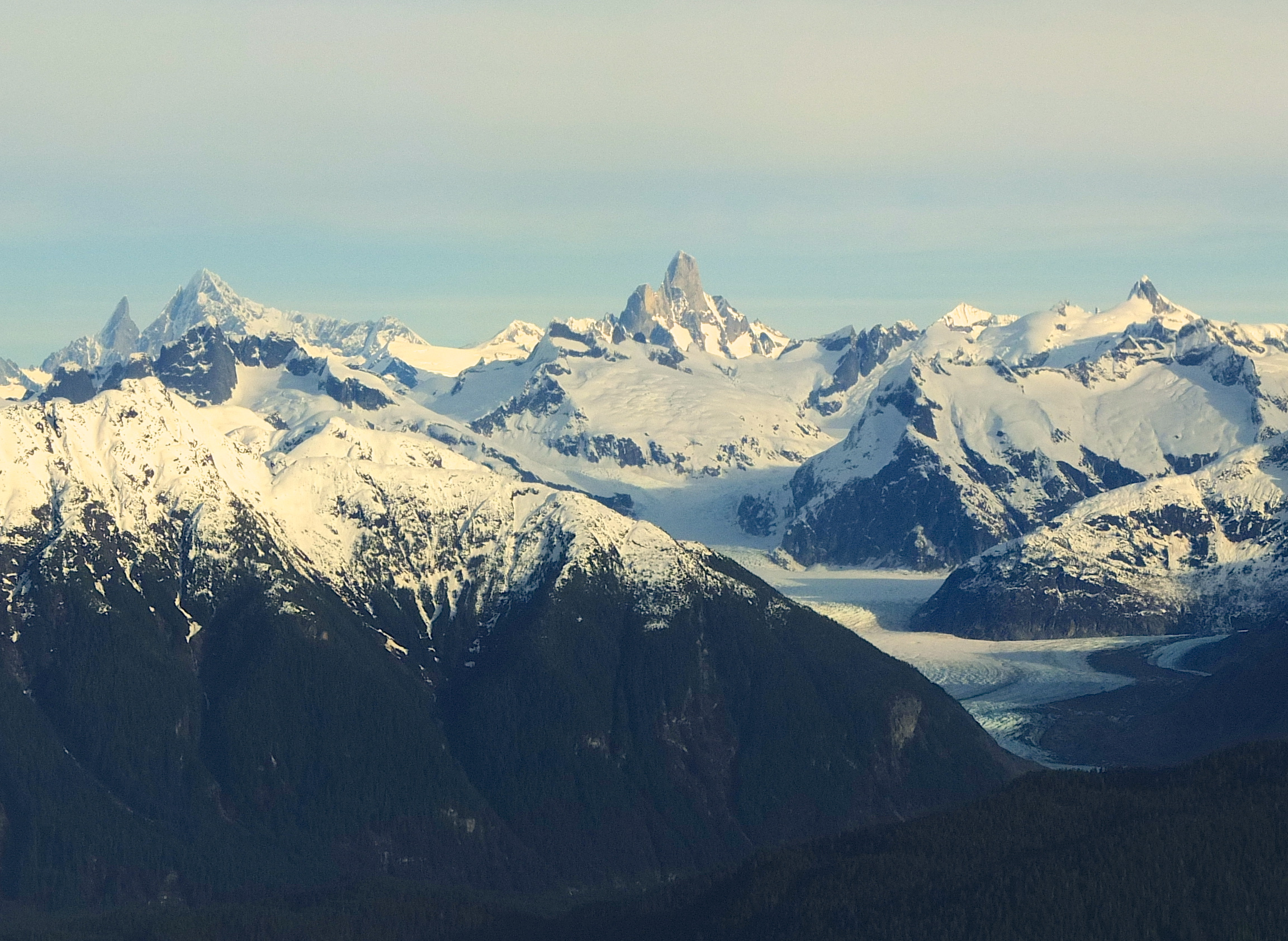
Devil's Thumb nelle Boundary Ranges

L'Alaska sud-orientale si trova lungo la costa occidentale nel Nord-America all'incirca fra i 60° ed i 55° di latitudine nord. Il territorio si sviluppa per circa 1000 chilometri lungo il golfo dell'Alaska, fra il confine con il territorio dello Yukon a nord ed il canale Portland a sud. La regione ha una superficie totale di circa 126.000 km² ed è composta da una parte sulla terraferma e dalle circa 1.000 isole dell'arcipelago Alessandro.

### Territorio
La parte sulla terraferma ha una larghezza che va da un minimo di circa 25 km nella parte nord, ad un massimo di circa 100 km nella zona meridionale. Il limite orientale della regione, che coincide con il confine con la provincia canadese della Columbia Britannica, è segnato dalle vette delle Boundary Ranges, la catena più settentrionale delle Montagne Costiere. Le Boundary Ranges iniziano presso il fiume Nass, nel territorio della Columbia Britannica, e terminano al Chilkoot Pass, lungo il Chilkoot Trail, uno dei principali punti di accesso alla valle dello Yukon durante la Corsa all'oro del Klondike. Ancora più a nord, al confine con il territorio canadese dello Yukon, si trova la catena dei monti Sant'Elia con le cime più alte della regione. La vetta più alta della regione è il monte Saint Elias, al confine con lo Yukon, che con i suoi 5.489 m è la seconda più alta montagna dell'Alaska e degli Stati Uniti. Altre vette importanti sopra i 4.500 metri sono il monte Vancouver (4.800 m) ed il monte Hubbard (4.557 m), che si trovano nel parco di Wrangell-St. Elias, ed il monte Fairweather (4.671 m) nel parco di Glacier Bay al confine con la Columbia Britannica. Le cime delle Boundary Ranges sono tutte abbondantemente sotto i 4.000 m. La vetta più alta delle Boundary Ranges nel territorio dell'Alaska è il Kates Needle (3.053 m), che si trova nel campo di ghiaccio Stikine nella parte meridionale dell'Alaska Panhandle.

#### Principali vette
Di seguito le principali vette della regione e la catena di appartenenza (da sud verso nord):
| Kates Needle       | 3.053 m.  | Boundary Ranges |
| Devils Thumb       | 2.777 m.  | Boundary Ranges |
| Mount Burkett      | 2.985 m.  | Boundary Ranges |
| Devils Paw         | 2.593 m.  | Boundary Ranges |
| Monte Nesselrode   | 2.474 m.  | Boundary Ranges |
| Mount Quincy Adams | 4.150 m.  | Monti Sant'Elia |
| Monte Fairweather  | 4.6717 m. | Monti Sant'Elia |
| Mount Root         | 3.928 m.  | Monti Sant'Elia |
| Mount Lodge        | 3.215 m.  | Monti Sant'Elia |
| Mount Crillon      | 3.879 m.  | Monti Sant'Elia |
| Mount Watson       | 3.809 m.  | Monti Sant'Elia |
| Monte Hubbard      | 4.557 m.  | Monti Sant'Elia |
| Monte Alverstone   | 4.420 m.  | Monti Sant'Elia |
| Monte Vancouver    | 4.800 m.  | Monti Sant'Elia |
| Monte Cook         | 4.194 m.  | Monti Sant'Elia |
| Monte Augusta      | 4.289 m.  | Monti Sant'Elia |
| Monte Saint Elias  | 5.489 m.  | Monti Sant'Elia |

### Fiumi

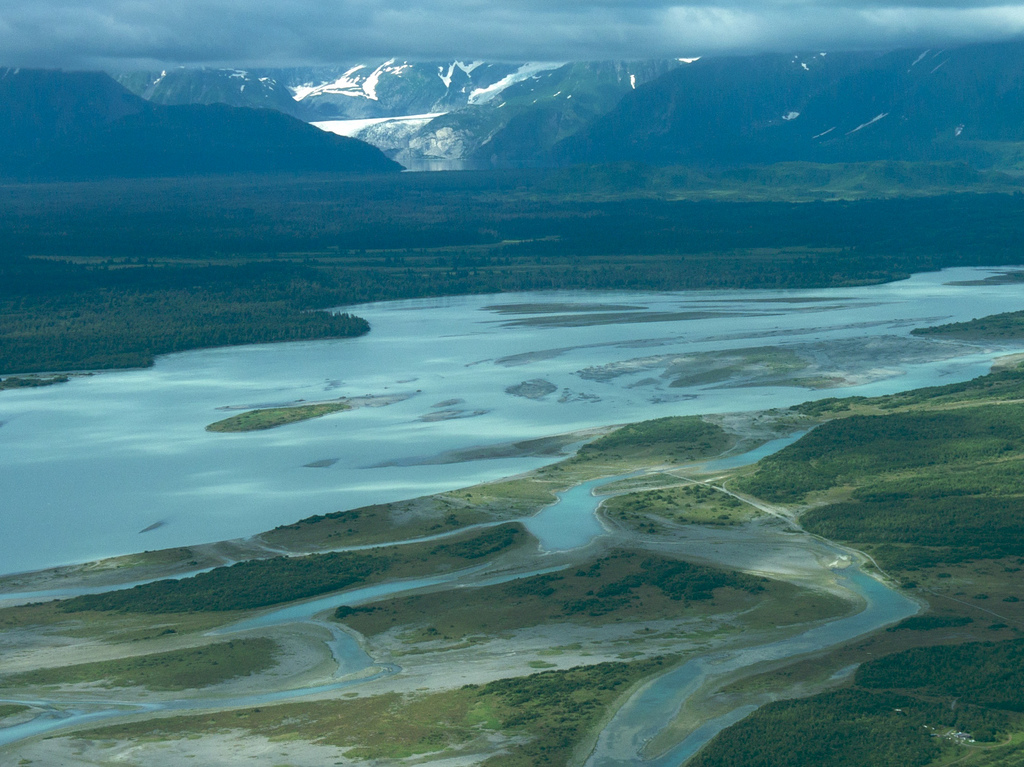
Alsek presso la foce a Dry Bay

Data la conformazione del territorio, stretto fra le montagne ad est e l'oceano ad ovest, i fiumi dell'Alaska sud-orientale sono piuttosto corti anche se generalmente con una buona portata. Fanno eccezione quei pochi fiumi che, provenendo dalle zone interne della Columbia Britannica o dello Yukon, riescono ad aprirsi un passaggio fra le strette gole delle Montagne Costiere.
Nell'Alaska sud-orientale vi sono quattro maggiori fiumi che, provenendo dagli altopiani interni, sfociano nel Pacifico: lo Stikine ed il Taku, che attraversano le Montagne Costiere per giungere al mare, il Chilkat che scorre in una valle longitudinale che separa le Montagne Costiere dai monti Sant'Elia, e l'Alsek che giunge al mare approfittando di una interruzione nella catena dei monti San'Elia, la sola presente fra la valle del Chilkat ed il fiume Copper, 400 km più a nord.
Il fiume più importante della regione è lo Stikine (610 km) che si trova nella zona meridionale dell'Alaska Panhandle. Il fiume nasce nello Spatsizi Plateau, nella Columbia Britannica, attraversa le Boundary Ranges fra il monte Cote ed il monte Elbow, quindi fluisce nell'Inside Passage poco a nord di Wrangell.
Il Taku (87 km) nasce nella Columbia Britannica dalla confluenza di due fiumi, l'Inklin ed il Nakina, quindi passa in Alaska a sud del Campo di ghiaccio Juneau e fluisce nel Taku Inlet, una insenatura orientale dello Stephens Passage, a circa 20 km a sud-est di Juneau.
Il Chilkat (84 km) nasce dal ghiacciaio Chilkat in Alaska, poi fluisce nella Columbia Britannica e facendo un mezzo giro in senso antiorario rientra in Alaska e fluisce in direzione sud-est fino a uscire in mare nel Chilkat Inlet, un ramo tributario del canale Lynn. Il suo maggiore affluente è il Klehini che si immette dalla riva ovest presso il villaggio indiano di Klukwan.
L'Alsek, che si trova nella zona settentrionale del Panhandle, è il secondo fiume della regione per lunghezza (250 km). Nasce sui monti Sant'Elia nello Yukon, quindi attraversa la Columbia Britannica nell'area del parco Tatshenshini-Alsek, poi passa nell'Alaska e va a sfociare nella Dry Bay a circa 80 km a sud di Yakutat.

### Arcipelago Alessandro e Inside Passage

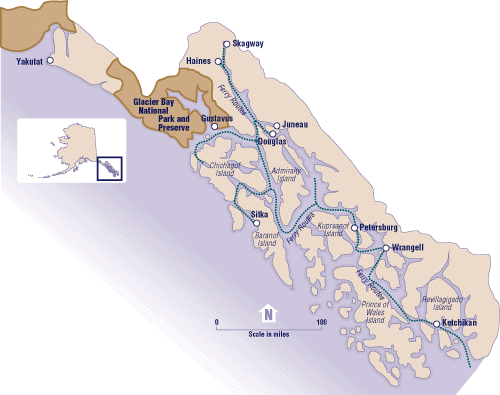
Mappa del tratto settentrionale dell'Inside Passage

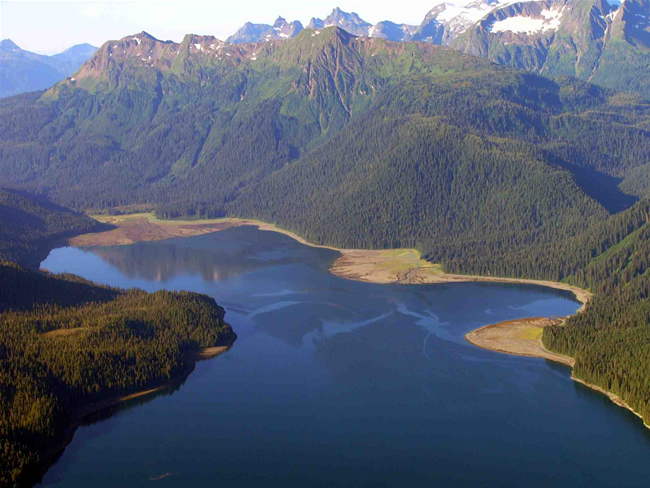
Porto naturale nell'Isola Admiralty

La parte centrale e meridionale della regione è caratterizzata dalla presenza dell'arcipelago Alessandro che si sviluppa per circa 500 km parallelamente alla costa. Le isole maggiori sono: l'Isola Principe di Galles, Chichagof Island, Admiralty Island e Baranof Island. Su Kruzof Island, una piccola isola situata sul lato ovest di Baranof Island, si trova il monte Edgecumbe, il solo vulcano dell'Alaska sud-orientale, attualmente inattivo.
Questo territorio è molto frastagliato per la presenza di fiordi, canali e insenature che caratterizzano tutta l'area formando delle vie d'acqua naturali protette dall'oceano. Tale corridoio, una volta utilizzato dalle popolazioni native dei Tlingit e degli Haida e oggi solcato da navi da crociera, mercantili e pescherecci, costituisce il tratto settentrionale di quello che viene chiamato Inside Passage, termine che talvolta viene anche utilizzato per referenziare l'intera regione dell'Alaska sud-orientale.
Il tratto settentrionale dell'Inside Passage inizia a Dixon Entrance, tra l'isola Principe di Galles a nord e le isole Regina Carlotta a sud, e si snoda per circa 800 km fra i tortuosi canali dell'arcipelago Alessandro fino al suo terminale nord a Skagway. Da Dixon Entrance verso nord si dipartono due principali bracci di mare: lo stretto di Clarence sul lato ovest, e il canale Revillagigedo sul lato est, separati da Duke Island in mezzo. Dal vertice nord-est del Dixon Entrance si sviluppa inoltre il canale Portland, un fiordo naturale lungo circa 115 km che segna il confine con il Canada. In fondo al fiordo si trovano il piccolo villaggio di Hyder sul lato dell'Alaska, e la cittadina di Stewart sul lato della Columbia Britannica.
Lo stretto di Clarence si sviluppa per circa 200 km in direzione nord-nord-ovest fino allo stretto di Sumner alla fine dell'isola Principe di Galles. Lo stretto di Sumner prosegue in direzione nord-est fino al delta del fiume Stikine. Da qui si diparte in direzione nord il Frederick Sound, un ampio braccio di mare che nella sua parte iniziale separa Kupreanof Island dalla terraferma, poi piega prima a ovest e poi a sud-ovest separando le isole Kupreanof e Kuiu a sud da Admiralty Island a nord e finisce nel Chatham Strait. Dallo stretto di Sumner, ma più a ovest rispetto al Frederick Sound, si snoda in direzione nord il Wrangell Narrows, uno stretto e tortuoso passaggio fra Kupreanof Island e Mitkof Island, che va poi a ricongiungersi con il Frederick Sound. In fondo a questo canale, sulla riva orientale, si trova la città di Petersburg.
Il canale di Revillagigedo è lungo 56 km e si sviluppa tra il continente ad est, Revillagigedo Island a nord, e Duke Island e Annette Island a sud-ovest. La prosecuzione in direzione nord-ovest del canale prende il nome di Tongass Narrows, un canale molto stretto che passa fra l'isola di Revillagigedo e quella di Gravina, sulla cui riva est si trova la città di Ketchikan. Sul lato est del canale di Revillagigedo, fra la terraferma e l'isola omonima, si sviluppa un lungo braccio di mare chiamato Canale Behm che costeggia tutta l'isola di Revillagigedo, andandosi a ricongiungere con lo stretto di Clarence di fronte al Tongass Narrows.
Un altro braccio di mare importante è lo Stephens Passage che va dal Frederick Sound a sud, fino al Canale Lynn a nord, separando Admiralty Island ad ovest dalla terraferma e da Douglas Island ad est. Una diramazione nord-ovest dello Stephens Passage, chiamata canale Gastineau, conduce a Juneau, la capitale dell'Alaska. Lungo lo Stephens Passage, poco a sud del canale Gastineau, si trova il Tracy Arm uno dei fiordi più famosi dell'Alaska.
Il canale Lynn è un fiordo che si insinua nel territorio continentale dell'Alaska sud-orientale per circa 140 km fino alla penisola Chilkat dove si biforca in due rami: il Chilkat Inlet a ovest che arriva fino alla foce del Chilkat River, ed il Chilkoot Inlet a est. Nella penisola di Chilkat, affacciata sul Chilkoot Inlet, si trova la città di Haines. Poco a nord di Haines il Chilkoot Inlet si biforca a sua volta: il ramo ovest prende il nome di Lutak Inlet e arriva fino alla foce del fiume Chilkoot, mentre il ramo nord prende il nome di Taiya Inlet. Il Taiya Inlet è lungo circa 20 km e arriva alla città di Skagway, normalmente considerata il terminale nord dell'Inside Passage.
Nella zona nord-occidentale dell'Inside Passage si trova il grande bacino di Glacier Bay. Si tratta di una ampia insenatura, lunga oltre 100 km, che si sviluppa all'interno dell'omonimo parco nazionale articolandosi in decine di fiordi e insenature e circondata da innumerevoli ghiacciai, molti dei quali arrivano direttamente in mare. Fra questi ghiacciai artici il ghiacciaio Muir, che fluisce nel Muir Inlet con una parete di ghiaccio alta alcune decine di metri. L'accesso alla Glacier Bay avviene dall'Icy Strait, un braccio di mare piuttosto ampio che collega il Chatham Strait a est con il Cross Sound e quindi il golfo dell'Alaska a ovest.

## Storia

### Fino al 1867

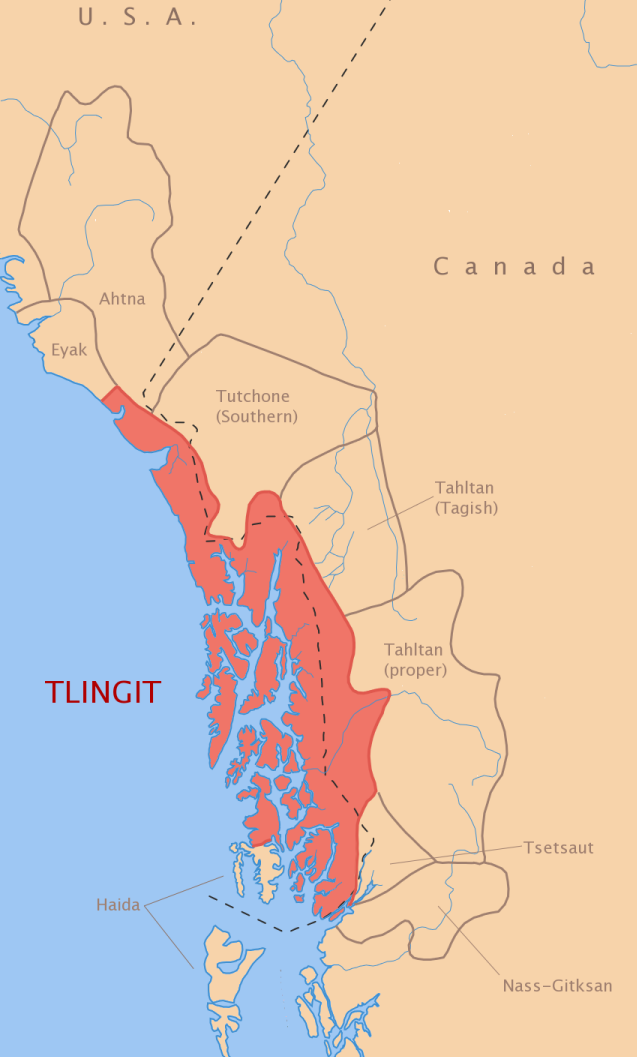
Territorio occupato dalle popolazioni native dei Tlingit e Haida

La storia antica della regione coincide con la storia delle due popolazioni native che la occupavano prima dell'arrivo degli europei: i Tlingit e gli Haida.
I Tlingit occupavano tutta l'area costiera che va dal Canale di Portland fino al Copper River e le zone più interne in corrispondenza dei principali fiumi che scendono dalle Montagne Costiere (fiumi Alsek, Tatshenshini, Chilkat, Taku, e Stikine) e le isole dell'arcipelago Alessandro con l'eccezione di Dall Island e della parte meridionale dell'isola Principe di Galles. Erano abili cacciatori e pescatori e vivevano principalmente di tali attività. Commerciavano stabilmente con le popolazioni limitrofe Eyak, Tsimshian, Haida e con le tribù Athapaskan del nord.
Gli Haida occupavano le isole Haida Gwaii (conosciute anche con il nome di "isole Regina Carlotta"), Dall Island e la parte sud dell'isola Principe di Galles. Erano dei provetti marinai noti per la loro perizia nella costruzioni di canoe. Queste venivano realizzate con il legno di cedro rosso e potevano ospitare fino a 60 rematori. Erano anche degli abili intagliatori in particolare di totem di grandi dimensioni (Totem pole). Gli Haida erano temuti per la loro bellicosità e per il fatto di prendere in schiavitù le popolazioni vinte in battaglia.
Verso la fine del XVIII secolo esploratori e commercianti europei e americani iniziarono ad esplorare l'area dell'Alaska meridionale sia per mare che attraverso i valichi delle Montagne costiere. La prima esplorazione europea storicamente accertata fu nel 1741 ad opera dell'esploratore russo Aleksej Čirikov, in quella che viene chiamata la Seconda spedizione in Kamčatka. Nel corso di questa spedizione i russi ebbero il primo contatto di europei con i Tlingit. Il primo contatto certificato con gli Haida avvenne nel 1744 ad opera dell'esploratore spagnolo Juan Pérez nel corso della sua prima esplorazione della costa settentrionale del Pacifico.
Uno dei "meriti" della spedizione della Kamčatka fu la scoperta nelle acque dell'Alaska della lontra marina, le cui pellicce furono giudicate le migliori del mondo. Questa fu sicuramente una delle ragioni che spinsero la Russia a creare degli insediamenti in Alaska e che provocarono in seguito l'invasione da parte di mercanti di pellicce.
Negli anni successivi vi furono diverse spedizioni volte all'esplorazione della costa nord-occidentale dell'America, alcune delle quali si spinsero fino alle coste dell'Alaska. Nel 1775 il peruviano Juan Francisco de la Bodega y Quadra esplorò un vasto tratto della costa alla ricerca di insediamenti russi spingendosi fino a Sitka. Nel 1779 lo spagnolo Ignacio de Arteaga esplorò la baia di Bucareli sulla costa occidentale dell'isola Principe di Galles. Le esplorazioni britanniche iniziarono nel 1778 con James Cook che nel suo terzo ed ultimo viaggio esplorò il golfo dell'Alaska. Anche questa spedizione, come quella russa di Čirikov, scoprì il valore sul mercato delle pelli di lontra marina, spalancando la via ai mercanti di pelli. Nel 1786 una spedizione francese guidata da François de La Pérouse esplorò la costa nord scoprendo la baia di Lituya, da lui chiamata Port des Français. In questo viaggio La Pérouse incontrò anche le popolazioni Haida e Tlingit con cui fece degli scambi commerciali. L'esplorazione della costa interna fu sostanzialmente completata fra il 1792-1793 ad opera dell'esploratore britannico George Vancouver e degli spagnoli Dionisio Alcalá Galiano, Cayetano Valdés y Flores e Jacinto Caamaño.
Alla fine del XVIII secolo la Compagnia russo-americana, guidata dal mercante Aleksandr Baranov, fu piuttosto attiva nel tentativo di realizzare degli insediamenti permanenti nel territorio. Nel 1796 fu fondato un trading post chiamato "Nuova Russia" presso l'attuale Yakutat. Il sito venne attaccato e distrutto dai Tlingit nel 1805 e non fu più ricostruito. Nel 1799 fu fondato un altro trading post fortificato presso l'attuale Sitka. Il forte fu attaccato e distrutto dai Tlingit nel 1802, ma Baranov con l'aiuto della marina russa lo riconquistò nel 1804. Il nuovo forte venne chiamato Novo-Arkhangelsk e divenne il primo insediamento permanente europeo nella regione, nonché il centro nevralgico delle attività russe fino all'acquisto dell'Alaska del 1867.

### Dopo il 1867

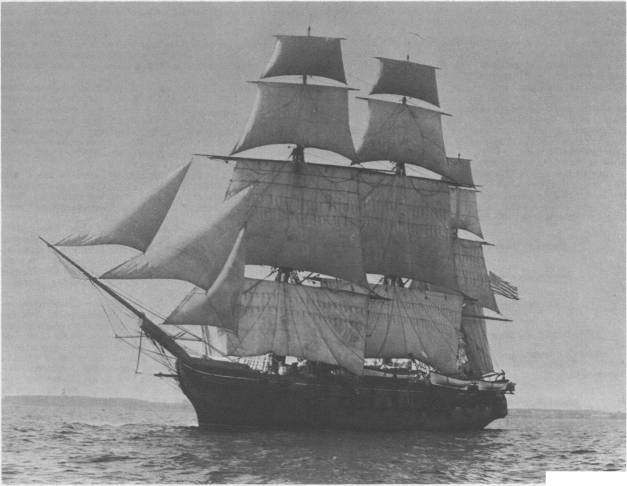
USS Jamestown inviata in Alaska nel 1879

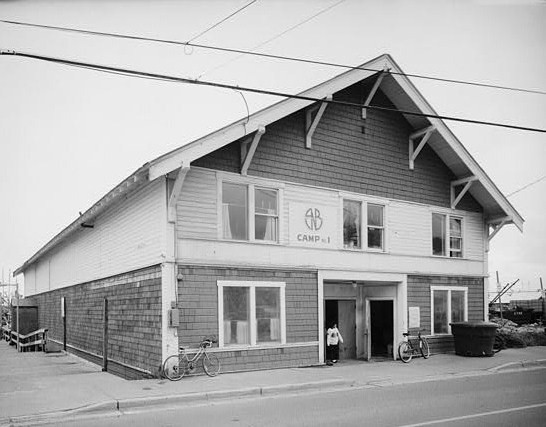
Alaska Native Brotherhood Hall, la prima sede dell'ANB a Sitka, oggi diventata un National Historic Landmark

Al tempo dell'acquisto dell'Alaska, i Tlingit obiettarono, sostenendo che essi erano i legittimi proprietari del territorio e che gli Stati Uniti avrebbero dovuto pagare a loro i circa 7 milioni di dollari invece che ai russi. I Tlingit, che avevano mantenuto la loro indipendenza durante il periodo di occupazione russo, affermarono che avevano permesso ai russi di rimanere in Alaska solo perché questo era reciprocamente vantaggioso.
In realtà il trattato di acquisto firmato da russi e americani non estingueva i diritti dei popoli nativi sulla loro terra, ma il Capitolo III del trattato era ambiguo, sostenendo che le tribù non civilizzate sarebbero state sottoposte alle leggi e ai regolamenti che gli Stati Uniti avrebbero potuto di volta in volta adottare in materia di questioni relative alle tribù aborigene del territorio.
Per i primi dieci anni dopo l'acquisto (1867–1877) il territorio fu gestito come un distretto militare sotto il controllo del Dipartimento della Guerra. L'esercito aveva l'obiettivo di mettere ordine nel commercio delle pelli e porre fine alla pratica di vendere alcool agli indiani, ma questi obiettivi non furono raggiunti ed anzi erano spesso i soldati che vendevano alcool agli indiani e ingaggiavano combattimenti con questi. Inoltre i Tlingit erano in costante agitazione in quanto non si capacitavano del fatto che l'Alaska fosse stata venduta senza il loro consenso. In quel periodo i capi Tlingit delle varie tribù tennero diversi consigli il cui argomento era appunto quello della dichiarazione di guerra agli americani. Alla fine prevalse l'opinione di quelli che non volevano la guerra che convinsero gli altri del fatto che i loro villaggi costieri erano troppo esposti e vulnerabili agli attacchi da parte delle navi da guerra americane, cosa che in effetti avvenne nel 1882 quando i villaggi di Kake, Wrangell e Angoon furono distrutti a cannonate dagli americani come ritorsione verso atti ostili commessi dalle popolazioni di tali villaggi.
Nel 1877 gran parte dell'esercito presente in Alaska fu ritirato per combattere la guerra con i Nasi Forati nell'Idaho. Subito dopo i Tlingit si mossero per rivendicare i loro diritti sui territori ed occuparono gli edifici abbandonati dall'esercito a Sitka. Nel frattempo l'oro era stato scoperto sui Monti Cassiar, nella Columbia Britannica a nord del fiume Stikine e il villaggio di Wrangell era il punto di partenza per minatori e commercianti che si recavano nelle zone minerarie dell'interno. Inoltre i Tlingit controllavano i passi delle Boundary Ranges che davano accesso all'interno del Canada, dal cui monopolio ricavavano una dello loro principali fonti ricchezza e ostacolavano il flusso di merci e persone lungo tali passi.
Nel 1879 gli americani inviarono in Alaska lo sloop da guerra Jamestown allo scopo di superare questa situazione e favorire così lo sviluppo economico della regione. Nel 1880 il comandante del Jamestown, capitano Lester A. Beardslee, negoziò con il capo della tribù Chilkat dei Tlingit il permesso di passaggio attraverso il passo di Chilkoot per i minatori diretti in Canada a patto che non fossero cacciatori di pelli. Nel 1880 due minatori di nome Joe Juneau e Dick Harris, con l'aiuto di un Tlingit della tribù Auk, scopersero l'oro nella zona mineraria che divenne poi l'attuale città di Juneau. Negli anni successivi, con l'aiuto della Marina, furono realizzati diversi insediamenti di coloni bianche nei territori dei Tlingit, fra cui ovviamente quello nella zona mineraria di Juneau.
Nel 1884 il governo federale emise una legge, nota come Organic Act of 1884, in base alla quale l'Alaska divenne un distretto giudiziario, nonché civile, con giudici, sceriffi e funzionari, nominati dal governo federale per la gestione del territorio. Uno dei risultati di questa legge fu l'istituzione di scuole per l'istruzione dei nativi. Queste scuole furono inizialmente separate da quelle per l'educazione dei bianchi e lo rimasero fino al 1949.
L'Organic Act riconosceva il diritto dei nativi al possesso della terra, ma non definiva le modalità con le quali tale diritto poteva essere esercitato. La conseguenza di questo fu che i nativi non poterono partecipare alla ricchezza derivante dallo sfruttamento delle risorse minerarie della regione, che pure apparteneva loro da secoli. Comprendendo che non potevano difendere i loro diritti con la forza i Tlingit tentarono altre vie. Nel 1889 prima e nel 1899 poi i Tlingit presentarono delle petizioni al Presidente degli Stati Uniti e al Senato chiedendo il riconoscimento dei loro diritti sulla terra, scuole e riserve, ma queste richieste rimasero sostanzialmente inascoltate.
Nel 1912 venne fondata a Sitka l'Alaska Native Brotherhood (ANB), una organizzazione senza fini di lucro, per la promozione sociale e civile dei nativi dell'Alaska. I fondatori furono 12 uomini ed una donna delle tribù Tlingit e Tsimshian. Nel 1923 nacque l'organizzazione affiliata Alaska Native Sisterhood (ANS). Gli sforzi di queste organizzazioni furono fortemente veicolati per il raggiungimento del riconoscimento per i nativi della cittadinanza americana. Una prima legge locale in tal senso venne emanata nel 1915, ma le condizioni previste per la cittadinanza erano tali e tante che solo una piccola parte di nativi vi poté accedere. Gli sforzi vennero comunque premiati nel 1922, quando William Paul, membro di etnia Tlingit della ANB, nonché avvocato, vinse una causa difendendo un capo indiano che era stato incriminato per aver manifestato per il diritto di voto. Due anni dopo il Congresso approvò l'Indian Citizenship Act (Legge sulla cittadinanza indiana) che garantiva la cittadinanza americana a tutti gli indiani nati sul territorio degli Stati Uniti.
Nel 1934 il Congresso emise l'Indian Reorganization Act, una legge che aveva lo scopo di promuovere la crescita economica e sociale delle comunità indiane anche attraverso un ritorno alle loro identità culturali. La legge inizialmente non comprendeva l'Oklahoma e l'Alaska, che furono aggiunte nel 1936. Tramite questa legge diverse comunità native poterono accedere ad un programma di prestiti federali che consentirono loro di acquistare stabilimenti per l'inscatolamento del salmone e barche da pesca.
L'ANB fu anche molto attiva in iniziative volte al superamento delle logiche tribali che spesso nuocevano all'interesse comune dei nativi. Grazie a queste iniziative si giunse nel 1935 alla fondazione del Consiglio Centrale delle tribù indiane dell'Alaska dei Tlingit e Haida (Central Council of the Tlingit and Haida Indian Tribes of Alaska), che portò successivamente al riconoscimento della tribù congiunta da parte del Congresso americano.
Nel 1966 il Consiglio Centrale dei Tlingit e Haida si congiunse con altri gruppi nativi dell'Alaska per formare la Federazione dei Nativi dell'Alaska (Alaska Federation of Natives) per perseguire le loro rivendicazioni nei confronti degli Stati Uniti. Nel 1971 il Congresso approvò l'Alaska Native Claims Settlement Act (ANCSA), una legge fondamentale che metteva fine ad una gran parte di rivendicazioni dei nativi dell'Alaska e costituiva una importante strumento di stimolo per lo sviluppo economico dell'Alaska. Per la gestione e amministrazione dei crediti e delle terre derivanti dalla suddetta legge vennero costituite tredici società a carattere regionale dette appunto Alaska Native corporation. La più grande di queste era la Sealaska Corporation di proprietà del Consiglio Centrale di Tlingit e Haida e degli Tsimshian. All'inizio vennero costituite 9 società di villaggio (Angoon, Craig, Hoonah, Hydaburg, Kake, Kassan, Klawock, Saxman e Yakutat)e 2 urbane (Juneau e Sitka). La società di villaggio di Klukwan venne aggiunta in seguito. I villaggi di Haines e Wrangell non poterono costituire una corporation di villaggio in quanto al tempo (1971) i suddetti villaggi, pur essendo insediamenti Tlingit da lunga data, avevano tuttavia una maggioranza di abitanti non-Tlingit.
Nel 1980 il Congresso approvò l'Alaska National Interest Lands Conservation Act, una legge fondamentale per la conservazione dell'ambiente in Alaska. In base a tale legge vennero creati e/o ampliati numerosi parchi e riserve. In particolare nell'Alaska sud-orientale venne creato il Parco nazionale e riserva di Wrangell-St. Elias, ed ingrandito il Parco nazionale e riserva di Glacier Bay. Vennero inoltre istituiti i Monumenti nazionali di Misty Fiords e Admiralty Island.

### Disputa sui confini col Canada

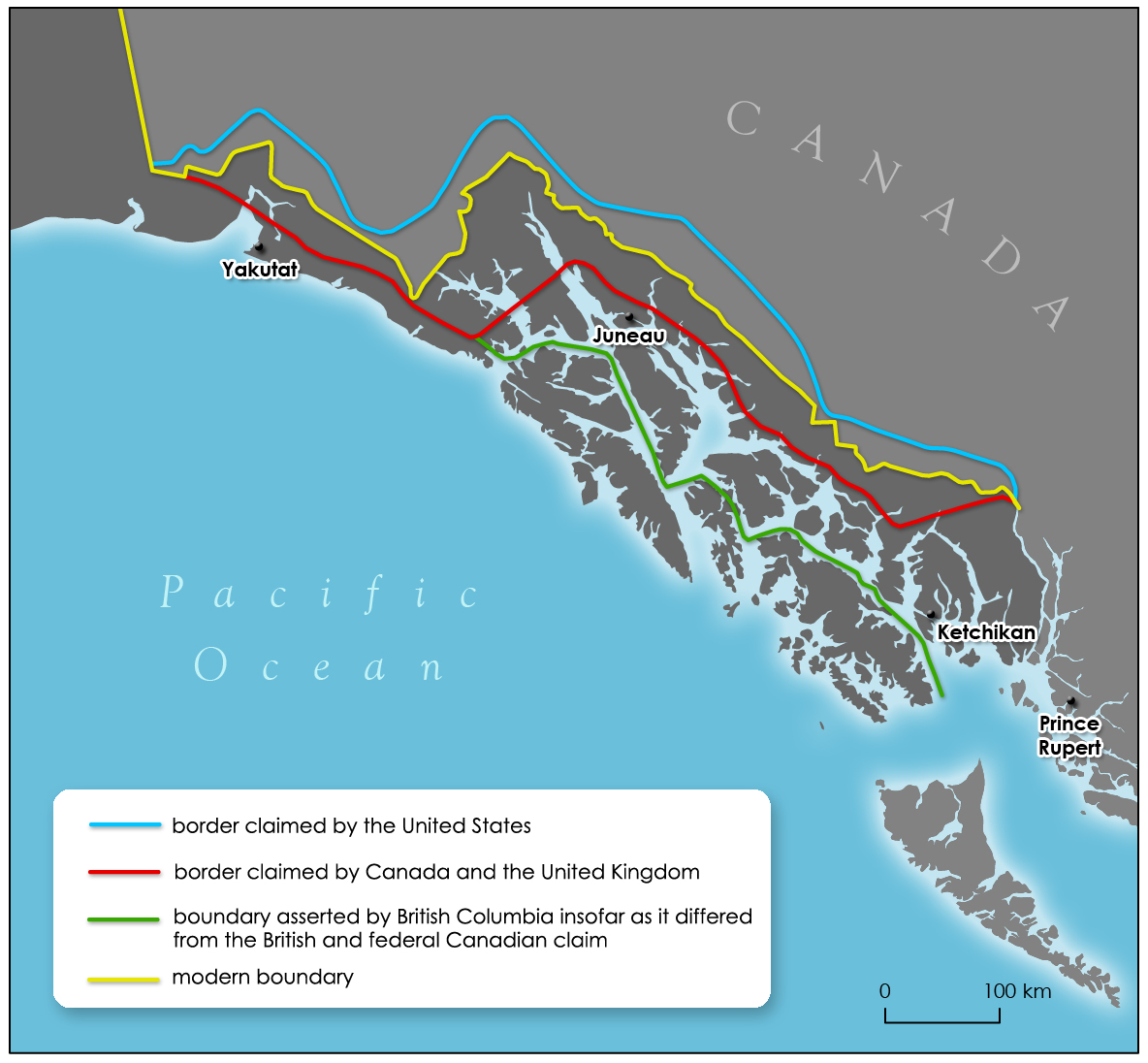
Confini attuali (giallo), reclamati dal Canada (rosso) e reclamati dagli Stati Uniti (celeste), prima del 1903

Il confine dell'Alaska sud-orientale con la provincia canadese della Columbia Britannica fu oggetto per lungo periodo di una disputa fra Stati Uniti e Regno Unito (il Canada era allora un Dominion Britannico). La disputa nacque dopo che gli Stati Uniti acquistarono l'Alaska dalla Russia nel 1867.
Nel 1825 la Russia e la Gran Bretagna avevano firmato un accordo, noto come Accordo di San Pietroburgo, per stabilire i confini dei loro possedimenti coloniali nell'America del nord. Questo accordo stabiliva dei principi generali, ma non definiva in modo preciso un confine sul terreno. Inoltre nel 1839 la Compagnia della Baia di Hudson aveva stipulato un accordo con la compagnia Russo-Americana, in base al quale essa aveva diritto esclusivo di commercio delle pelli con le popolazioni locali situate nei territori dell'Alaska sud-orientale.
Nel 1871 la Columbia Britannica aderì alla Confederazione Canadese diventandone la sesta provincia. Il governo canadese chiese subito un'indagine dettagliata per la definizione del confine con l'Alaska, ma gli Stati Uniti rifiutarono ritenendola troppo costosa per un territorio al tempo di marginale interesse.
Negli anni successivi, con la scoperta dell'oro nella regione e l'arrivo di migliaia di persone, l'interesse per la regione crebbe enormemente. Un tentativo di trovare una soluzione di compromesso fra le varie posizioni fu effettuato nel 1898, ma non si giunse ad un risultato condiviso.
Finalmente nel 1903 venne firmato fra Stati Uniti e Gran Bretagna il trattato Hay-Herbert che prevedeva la formazione di un tribunale composto da sei membri (tre americani, due canadesi ed un britannico) che aveva il compito di definire, anche a maggioranza, i confini conflittati. Al termine del lavoro del tribunale si giunse quindi a definire quelli che sono gli attuali confini, che risultano essere una sostanziale via di mezzo fra le posizioni canadesi e quelle americane. Nel raggiungimento di questa situazione fu fondamentale la posizione del membro britannico, Lord Richard Alverstone, che su vari punti sposò la posizione americana.

## Aree naturali

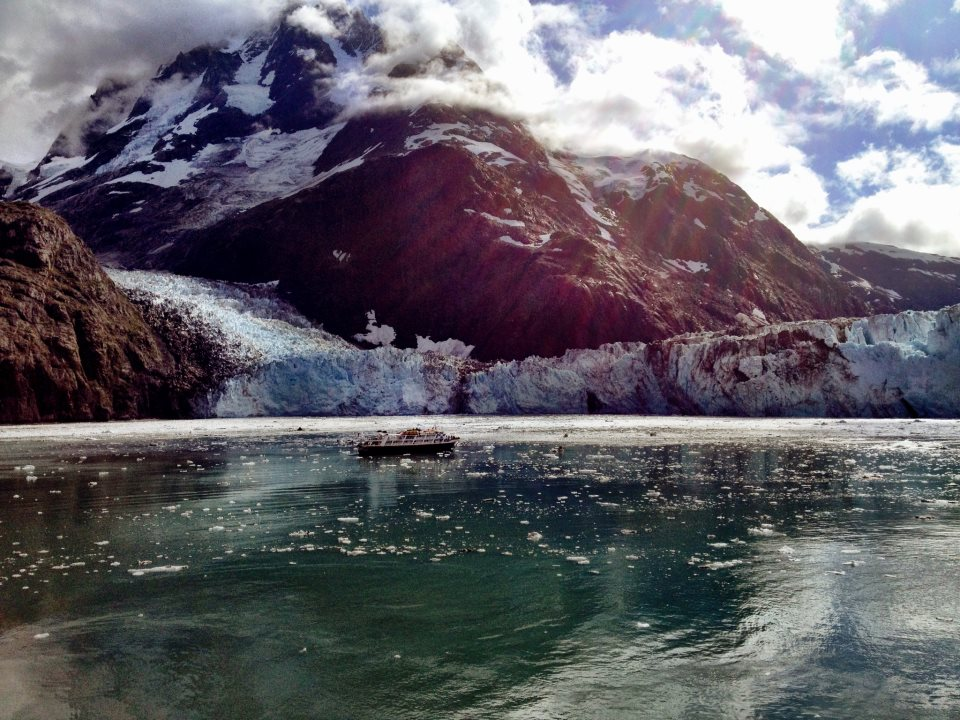
Glacier Bay

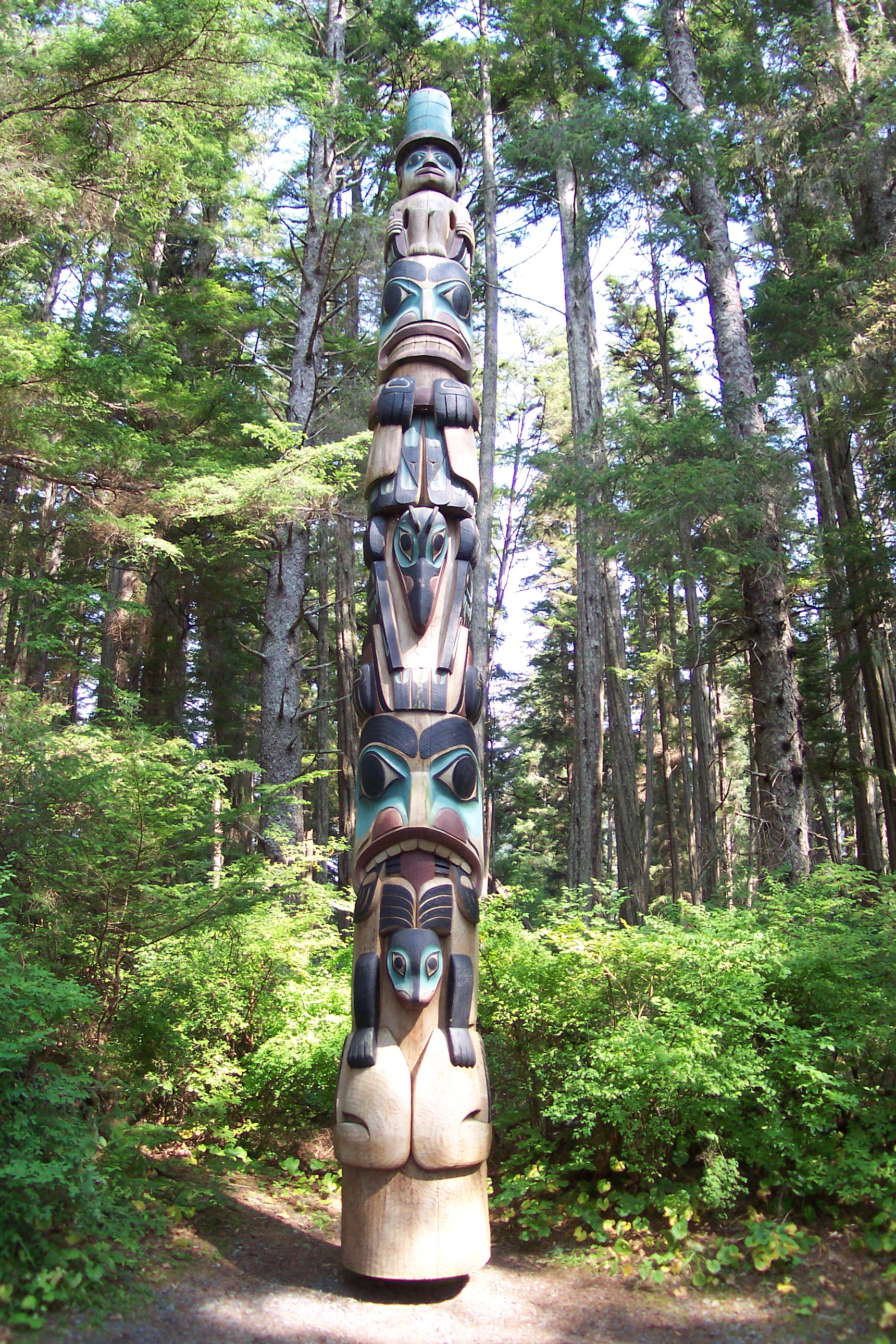
Totem dei nativi nel Sitka National Historical Park

Le aree protette presenti nell'Alaska sud-orientale sono numerose e possono essere catalogate in diverse tipologie a seconda del tipo di territorio e della struttura di governo dello stesso. Di seguito le principali tipologie e le relative aree.
Parchi nazionali
- Parco nazionale e riserva di Glacier Bay
- Wrangell-St. Elias National Park and Preserve

Parchi nazionali storici
- Klondike Gold Rush National Historical Park
- Sitka National Historical Park

Monumenti nazionali
- Admiralty Island National Monument
- Misty Fiords National Monument

National Wildlife Refuge
- Saint Lazaria Wilderness

Foreste nazionali
- Foresta nazionale di Tongass

Wilderness Areas
- Chuck River Wilderness
- Endicott River Wilderness
- Forrester Island Wilderness
- Hazy Islands Wilderness
- Karta River Wilderness
- Kootznoowoo Wilderness
- Kuiu Wilderness and Tebenkof Bay Wilderness
- Russell Fjord
- South Baranof Wilderness
- South Prince of Wales Wilderness
- Stikine-LeConte Wilderness
- Tracy Arm
- West Chichagof-Yakobi Wilderness

Parchi statali
- Alaska Chilkat Bald Eagle Preserve
- Castle Hill
- Totem Bight State Historical Park

Foreste statali
- Foresta di Haines
- Foresta sud-orientale

## Geografia antropica
L'Alaska sud-orientale comprende otto borough e due census area con una popolazione complessiva (censimento 2010) di 71.664 abitanti, di cui poco meno della metà concentrati a Juneau. La città principale è appunto Juneau, che è anche la capitale dell'Alaska, altre città importanti sono Ketchikan e Sitka. Di seguito una tabella riepilogativa della regione e principali località.
| Area                                 | Superficie (km²) | Abitanti (2010) | Città principali |
| ------------------------------------ | ---------------- | --------------- | --- |

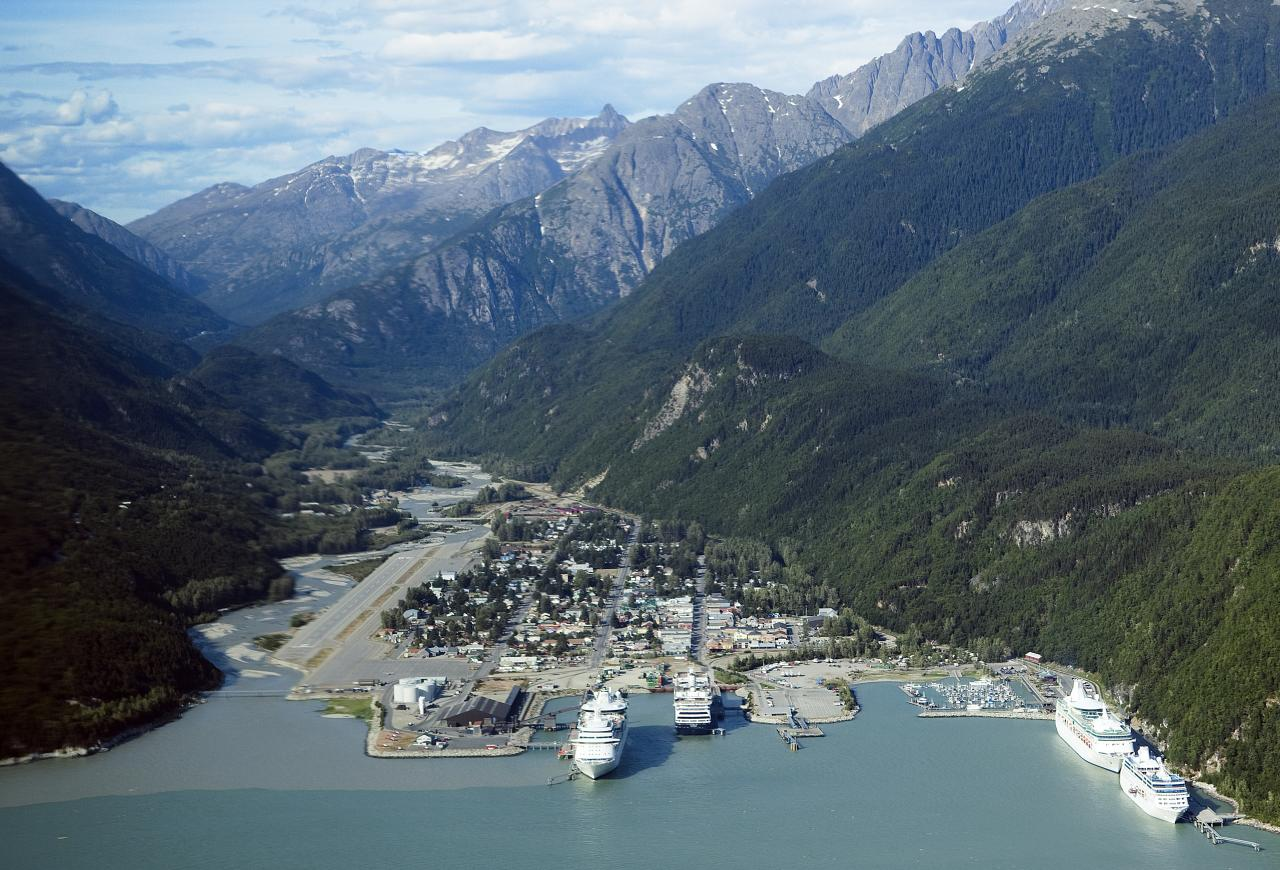
Skagway vista dall'alto

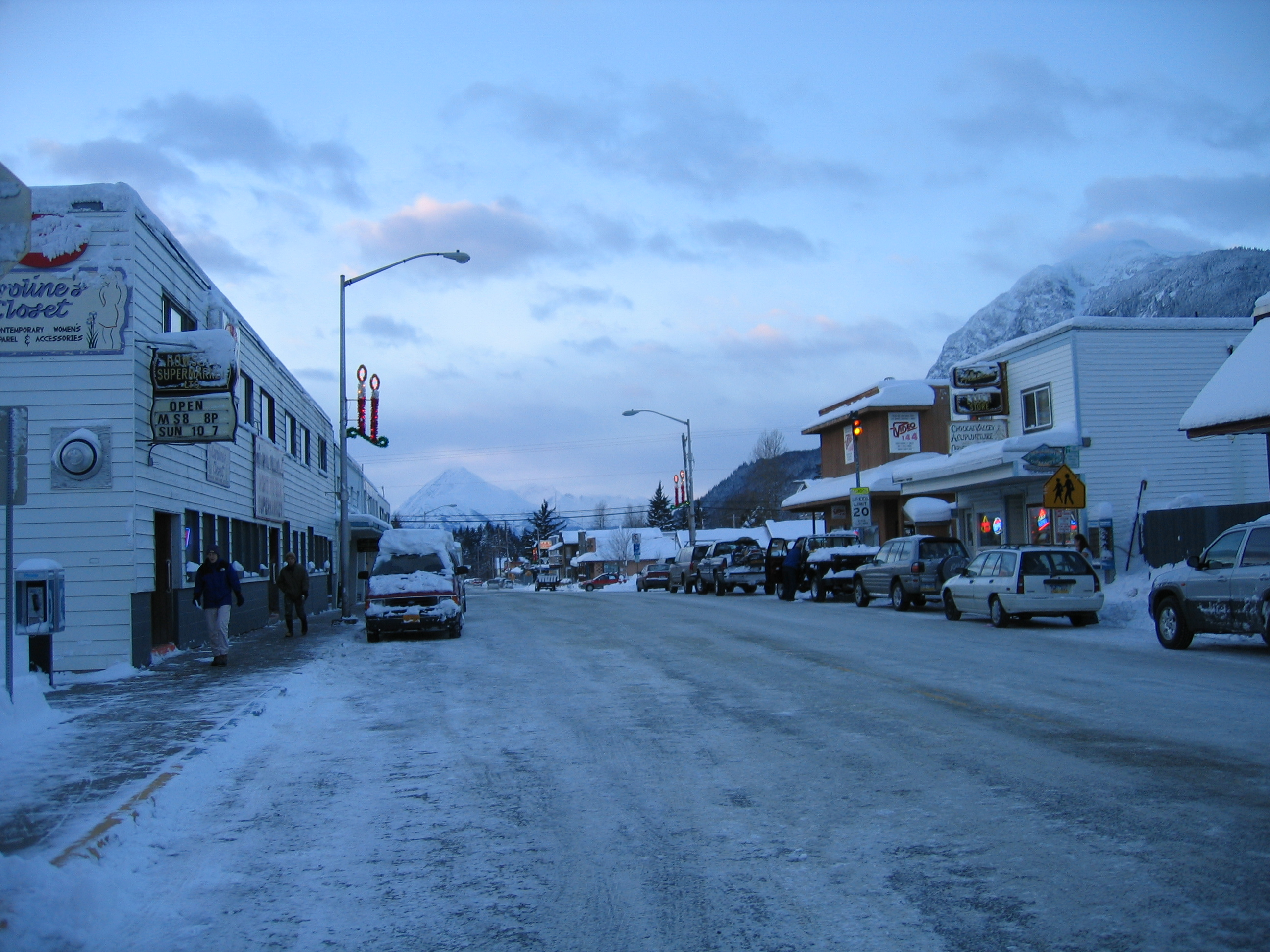
Strada principale di Haines innevata

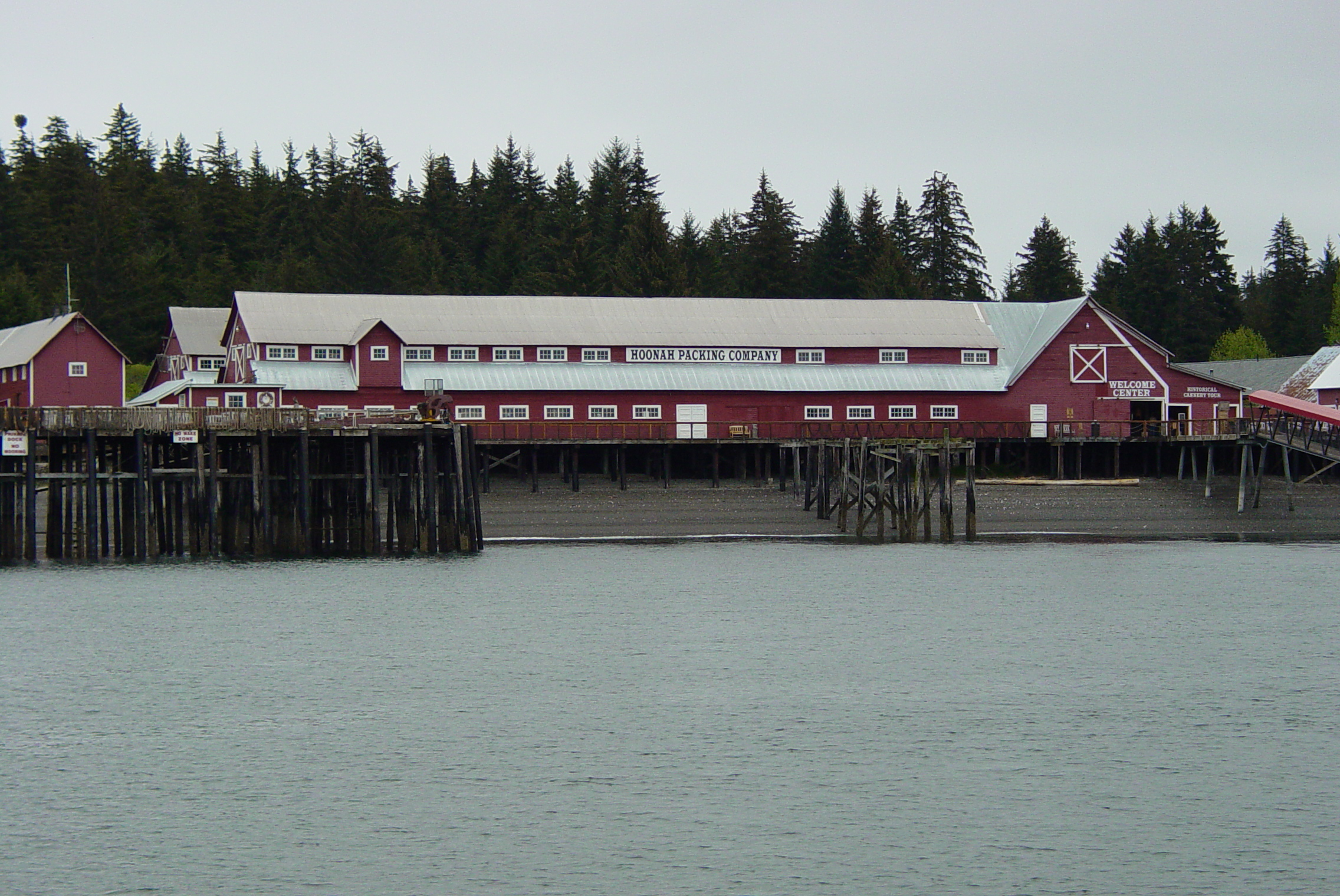
Hoonah, impianto di produzione di salmone in scatola, ora trasformato in museo.

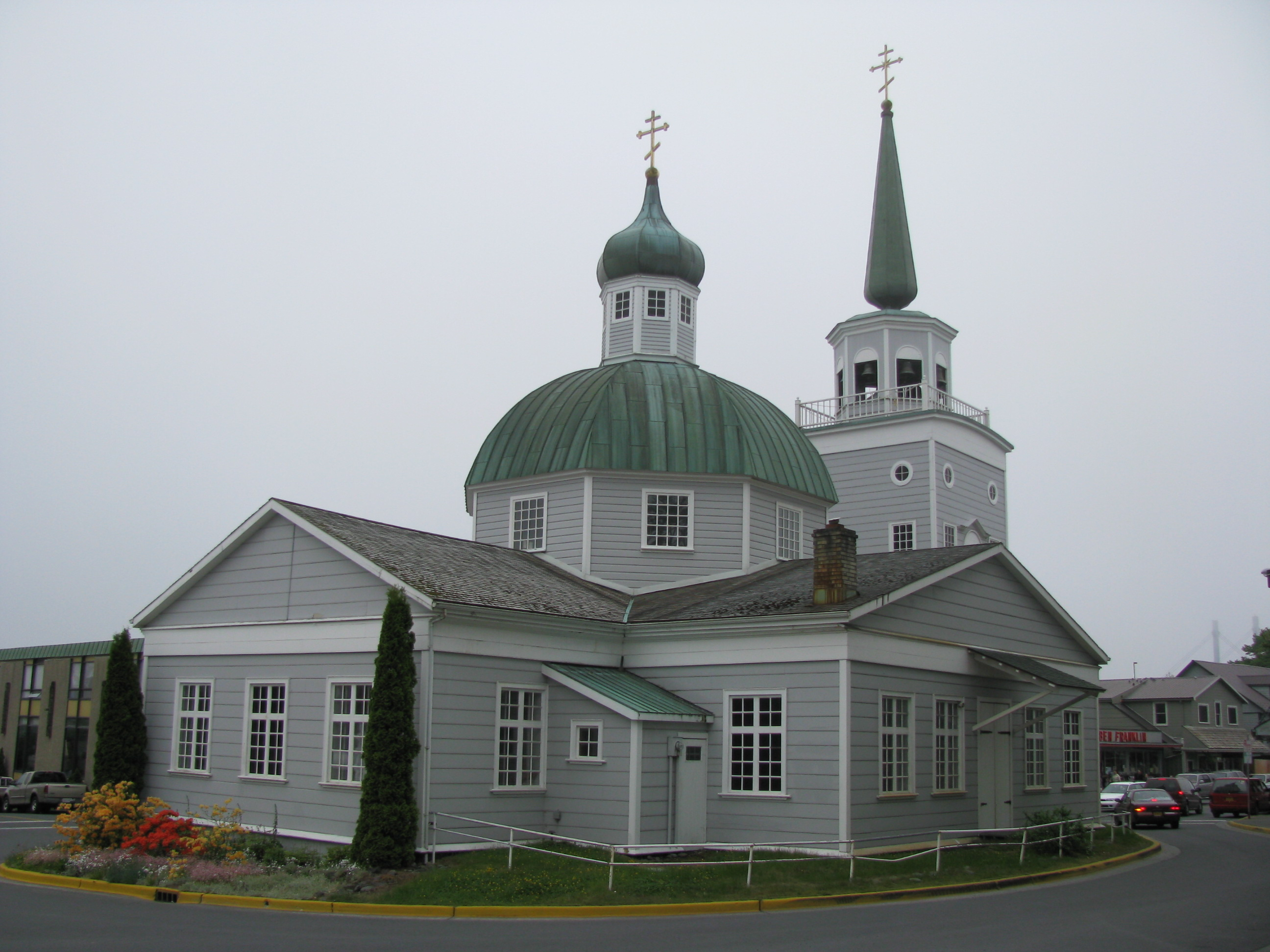
Sitka, cattedrale di St. Michaels

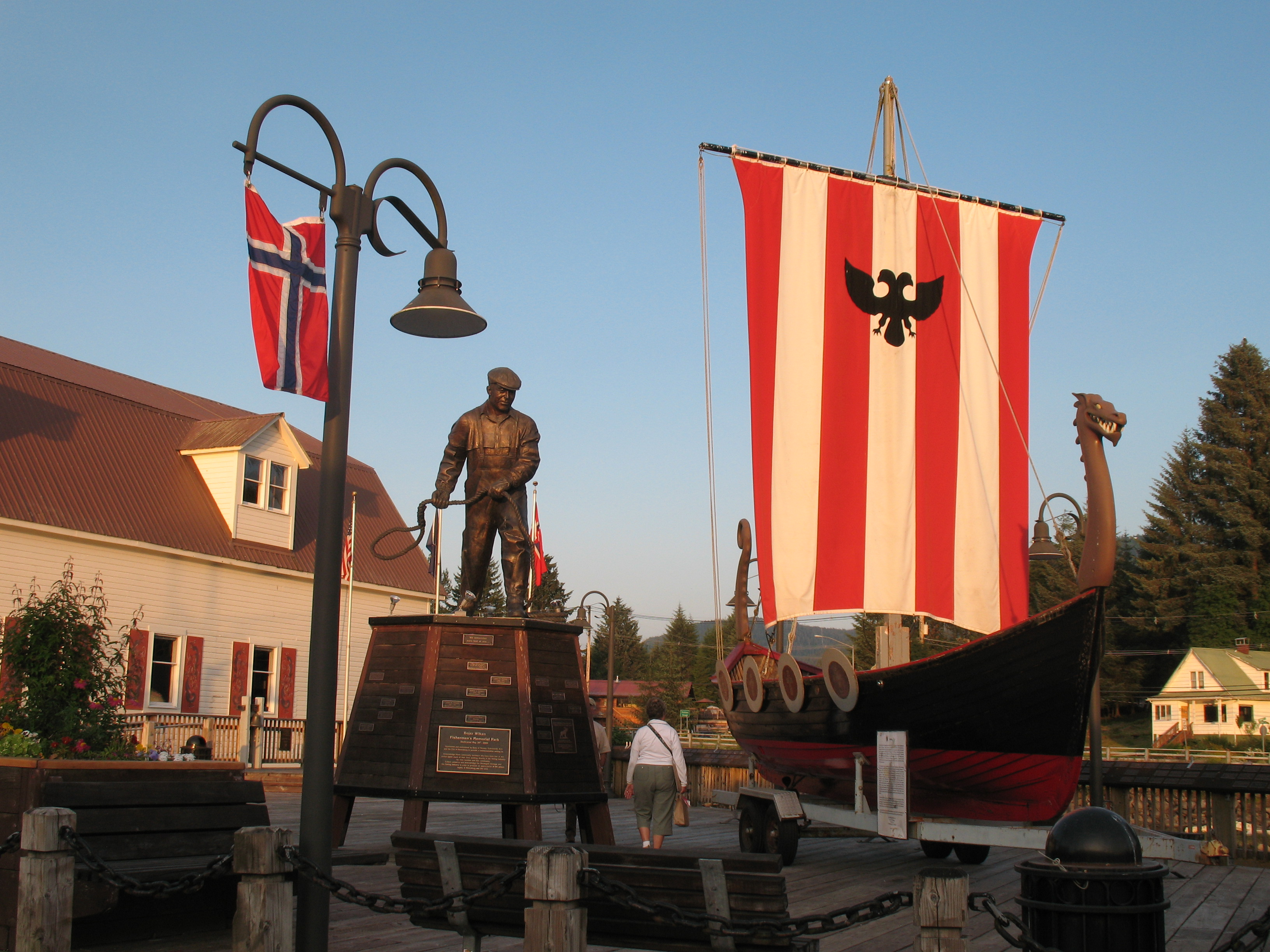
Petersburg, Fishermen's Memorial Park

| Borough di Yakutat                   | 24.509           | 662             | - Yakutat: si trova nella baia omonima sul Golfo dell'Alaska, di fronte al mare aperto. È la città più a nord della regione. Antico centro commerciale fondato dai Russi nel XVIII secolo. |
| Borough di Skagway                   | 1.202            | 968             | - Skagway: importante porto turistico e via di accesso al Canada. Si trova in una stretta valle glaciale all'estremo nord del Taiya Inlet, il ramo terminale del Canale Lynn. È una delle poche città dell'Alaska sud-orientale ad essere raggiungibile attraverso la rete stradale. È anche l'unica città della regione che dispone di un collegamento ferroviario, la White Pass e Yukon Route, un tempo importante via d'accesso ai campi d'oro del Klondike, ed oggi impiegata come ferrovia turistica. |
| Borough di Haines                    | 7.059            | 2.508           | - Haines: si trova alla fine del Canale Lynn, fra il Chilkat Inlet a ovest ed il Chilkoot Inlet a est. Porto turistico e punto di accesso al Parco di Glacer Bay. È collegato alla rete stradale della Columbia Britannica da una superstrada. |
| Census Area di Hoonah-Angoon         | 28.263           | 2.150           | - Angoon: sull'Isola Admiralty, antico villaggio di pescatori abitato dalla comunità Tlingit. - Hoonah: si trova sull'Isola Chichagof, villaggio Tlingit e centro turistico. - Gustavus: si trova all'interno del parco di Glacer Bay di cui costituisce il naturale punto di accesso. - Klukwan: antico villaggio Tlingit lungo il fiume Chilkat. Rinomato centro per la produzione di coperte e tessuti Chilkat ottenuti con pelo di capra di montagna e corteccia di cedro. - Pelican: villaggio di pescatori e centro turistico sulla riva nord dell'Isola Chichagof. - Tenakee Springs: Tenakee Springs si trova nell'area est dell'isola Chichagof, sulla costa nord del Tenakee Inlet. Antico villaggio di pescatori Tlingit, è oggi anche sito turistico noto per le acque termali solfuree. |
| Borough di Juneau                    | 8.430            | 31.275          | - Juneau: capitale dell'Alaska e principale centro della regione. Si trova sulla terraferma, di fronte all'isola di Douglas, al centro dell'Inside Passage e della regione, lungo il canale Gastineau. |
| Borough di Sitka                     | 12.462           | 8.881           | - Sitka: si trova sulla costa occidentale dell'Isola Baranof. Era l'antica capitale dell'Alaska Russa di cui conserva diversi edifici e chiese, secondo centro della regione per abitanti. |
| Borough di Petersburg                | 9.956            | 3.815           | - Petersburg: si trova sul lato ovest dell'isola Mitkof, dove il Wrangell Narrows incontra il Frederick Sound. È soprannominata la "PIccola Norvegia" per le sue origini è oggi un importante centro per la pesca ed il commercio del pesce. |
| Borough di Wrangell                  | 8.967            | 2.369           | - Wrangell: uno dei paesi non-nativi più antico dell'Alaska, fondato dai russi nel XIX secolo e poi governato dei britannici della HBC ed infine dagli Stati Uniti dopo il 1867. |
| Borough di Ketchikan Gateway         | 4.543            | 13.477          | - Ketchikan: si trova sull'Isola Revillagigedo, è la città più a sud dell'Alaska e la terza della regione per popolazione, importante porto per la pesca e per il turismo. - Saxman: si trova sull'Isola Revillagigedo, nota per il suo parco dei Totem. |
| Census Area di Prince of Wales-Hyder | 32.909           | 5.559           | - Craig: si trova su una piccola isola di fronte alla costa occidentale dell'Isola Principe di Galles di cui è anche la città più popolosa. È prevalentemente un centro di pescatori e boscaioli. - Hollis: piccolo villaggio posto sulla costa orientale dell'Isola Principe di Galles. In tempi passati è stato un centro minerario e dell'industria del Legname. Oggi il suo porto, servito giornalmente dai traghetti dell'Inter-Island Ferry Authority, costituisce il punto di accesso all'isola. - Hydaburg: è il più grande villaggio Haida in Alaska. I residenti vivono principalmente della pesca. Rinomato il parco dei totem, sviluppato nel 1930, all'interno del villaggio. - Hyder: si trova sulla terraferma alla estremità del Canale Portland, presso il confine con la provincia canadese della Columbia Britannica. È la città più orientale dell'Alaska. È stato un centro minerario fino alla metà del XX secolo. - Klawock: sull'Isola Principe di Galles, antico villaggio Tlingit è oggi importante per l'industri ittica con il più antico vivaio per l'allevamento del salmone. - Thorne Bay: piccolo centro dedito prevalentemente all'industria del legname sulla costa orientale dell'Isola Principe di Galles.. - Metlakatla: sull'Isola Annette, fa parte della riserva indiana del gruppo nativo dei Tsimshian. - Kake: sull'Isola di Kupreanof, villaggio Tlingits dedito alla pesca e industrie conserviere. - Port Alexander: piccola comunità di pescatori posta sulla punta sud-est dell'Isola Baranof. Durante la prima metà del XX secolo è stato un importante centro per la pesca del salmone dotato anche di impianti ricettivi, negozi e ufficio postale. |
| Totale                               | 125.850          | 71.664          | |

La popolazione dell'Alaska sud-orientale, dopo il punto più basso raggiunto nel 2007, è in aumento, ed il suo tasso di crescita è stato nel 2011 il più veloce dello stato dell'Alaska.

## Economia
Le principali attività economiche della regione sono quelle legate alla pesca, al legname ed al turismo. Tuttavia in questi ultimi anni queste attività hanno subito dei ritmi di sviluppo diversi che portano ora a significative variazioni di importanza. Un ulteriore settore che ha avuto un peso crescente nell'economia della regione è quello delle attività legate al governo statale che ha influenzato in modo particolare l'area di Juneau. Invece è quasi del tutto scomparsa l'industria mineraria, che pure ha avuto una notevole importanza nel secolo scorso.
L'industria della pesca è da sempre un pilastro dell'economia della regione. Ha raggiunto la sua piena maturità con lo sfruttamento pieno delle risorse naturali e pertanto rimane piatta in termini di volume. Tuttavia l'industria indotta e le lavorazioni a terra hanno subito nel tempo un aumento dei costi e sono pertanto dimnuite. Inoltre il prezzo sul mercato del salmone è diminuito erodendo significativamente i margini di questa attività.
L'industria del legno ha subito un calo costante dal 1980 circa, quando la concorrenza internazionale ha spinto in basso i prezzi dei prodotti più velocemente rispetto ai costi locali di lavorazione. La chiusura delle due cartiere presenti nella regione a Ketchikan e Sitka, avvenuta negli anni '90, ha avuto un impatto pesante sull'economia delle relative comunità che vi traevano una importante fonte di impiego. In aggiunta anche l'attività stagionale di abbattimento e taglio degli alberi si è ridotta drasticamente. Nel 1990 vi erano nella regione circa 3.450 segherie che nel 2002 si erano ridotte a 450. Da allora a Sitka l'economia e la popolazione stanno crescendo ad un ritmo sano, mentre a Ketchikan la crescita è stata più lenta.
Il turismo è il settore in più rapida crescita nella regione, ma il suo impatto diretto sull'economia non può essere misurato semplicemente. Il numero di passeggeri delle grandi navi da crociera che visitano i principali porti è più che raddoppiato dal 1990, ma i legami tra questi visitatori, e le imprese associate a terra non possono essere quantificati. Oltre al turismo legato alle grandi navi da crociera vi è anche quello che può essere definito come "turismo della natura". Questa industria del turismo su piccola scala comprende piccolenavi da crociera (100-500 passeggeri), guide e rifugi per escursioni di caccia e pesca, l'intero settore alberghiero, e gran parte del settore della ristorazione e dell'ospitalità.
Il settore pubblico sostiene gran parte dell'economia regionale. Secondo dati di uno studio condotto nel 2007, oltre un terzo degli impieghi (34%) sono relativi ad esso. ma questo è stato registrato principalmente nella crescita dell'occupazione nella capitale dello stato a Juneau (23 per cento 1980-1984) Questa crescita è stata resa possibile dai finanziamenti federali e dei ricavi derivanti dall'estrazione del petrolio nel Nord Slope. Grazie a tali finanziamenti, istituzioni non profit come il Southeast Alaska Regional Health Consortium (Consorzio Regionale Salute del Sud-Est) hanno potuto creare centinaia di nuovi posti di lavoro nella regione. Tuttavia il principale incremento di occupazione derivante da questa situazione è stato registrato nella capitale dello stato a Juneau (23% nel periodo 1980-1984).
L'oro, insieme con le industrie per l'inscatolamento del salmone, sono state le basi dell'economia del sud-est dell'Alaska, dal 1878, data dell'inizio dello sfruttamento industriale del campo aurifero di Windham Bay (presso Juneau), fino alla metà del XX secolo. Dopo un periodo iniziale di crescita, durato all'incirca fino al 1920, la produzione iniziò a declinare, nonostante nel 1933 il prezzo dell'oro fosse passato da 20$ a 35$ per oncia. Nel 1942, quando la produzione di oro venne sospesa come misura di emergenza in tempo di guerra, la produzione annua aveva già raggiunto i livelli più bassi di sempre. Nessuna delle miniere riaprì quando l'ordine venne revocato nel luglio del 1945. Negli ultimi anni tuttavia l'industria mineraria in generale e quella aurifera in particolare hanno mostrato segni di ripresa. Una delle cause è di questo è chiaramente l'elevato aumento del prezzo dei metalli. L'oro, ad esempio, è passato da un prezzo medio di 271$ per oncia nel 2001, ad un prezzo medio 1.640$ per oncia nel 2012. Negli anni successivi il settore minerario ha continuato a svilupparsi e nel 2015, nonostante una diminuzione del prezzo dell'oro di circa il 10%, il settore è stato il quarto settore per crescita percentuale più elevata in tutta l'Alaska.

## Trasporti

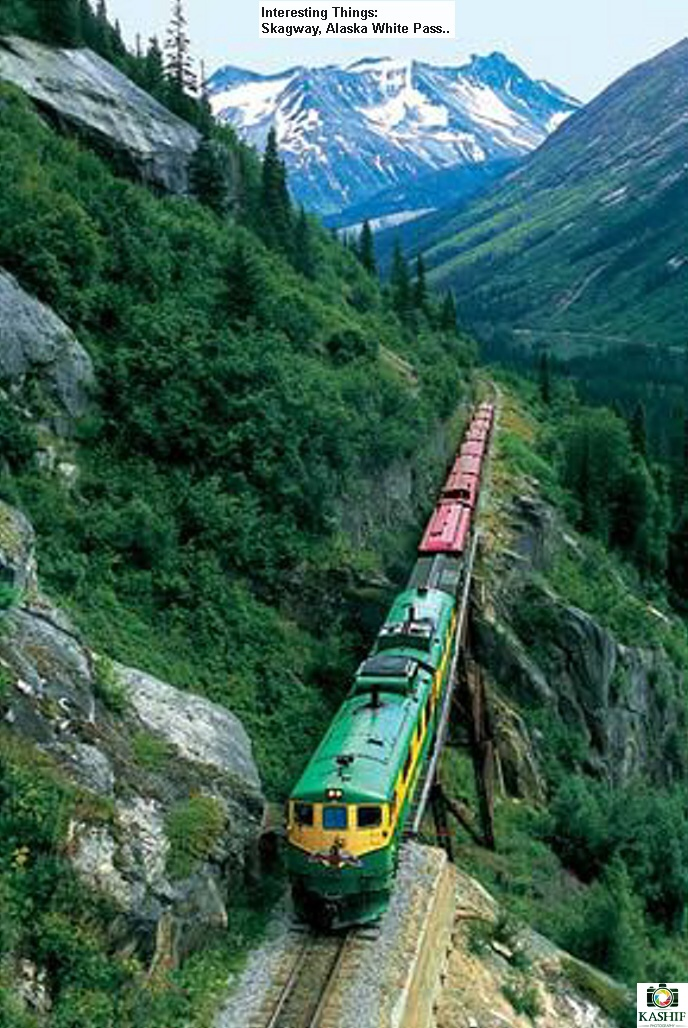
White Pass and Yukon Railroad

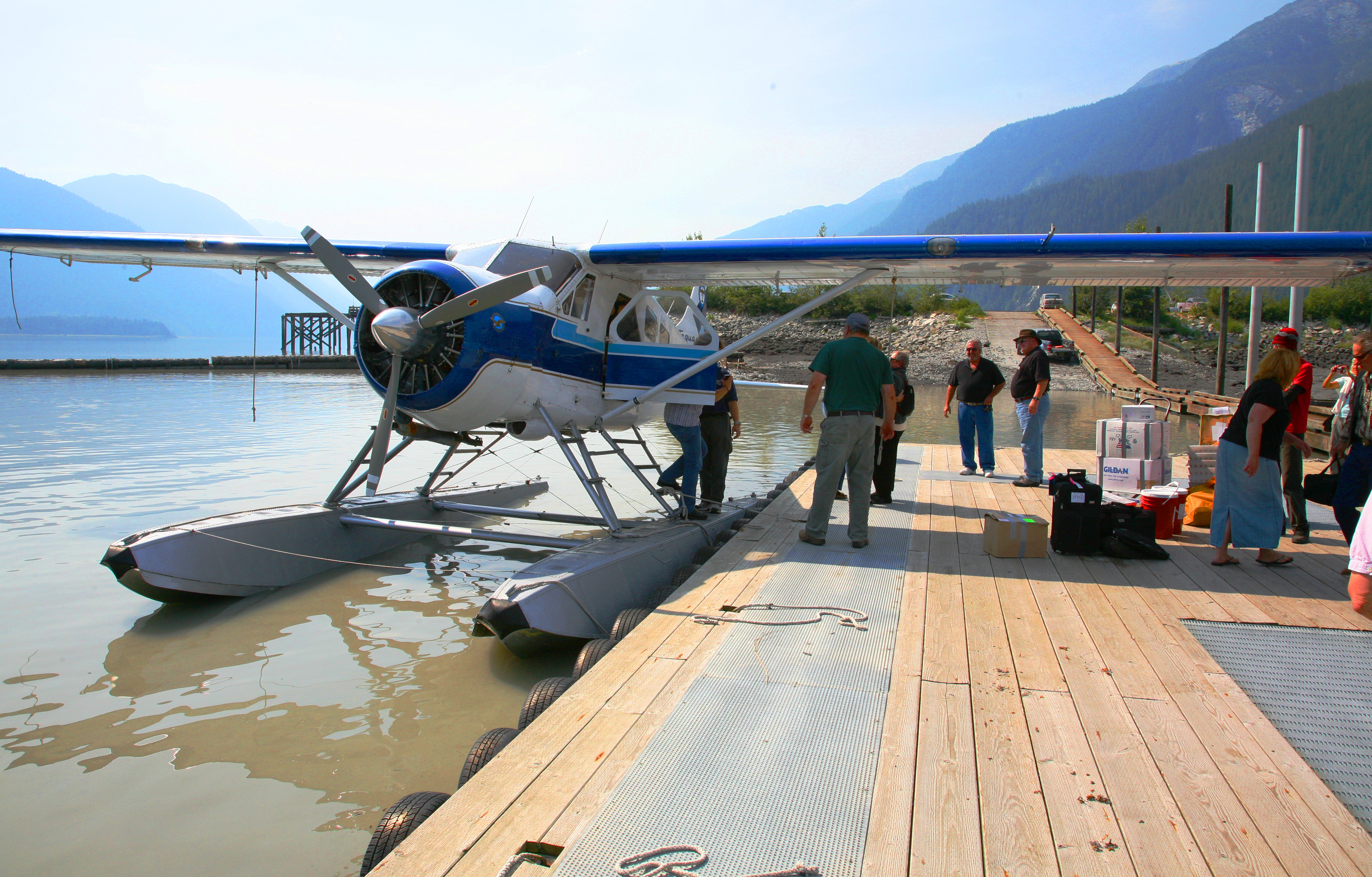
Consegna settimanale della posta ad Hyder

A causa della natura montagnosa del territorio, in Alaska sud-orientale i trasporti avvengono quasi esclusivamente per via marittima o aerea. 
Rete stradale
La rete stradale è poco sviluppata e solo quattro città sono collegate al sistema stradale: Haines e Klukwan che tramite la Haines Highway si collegano all'Alaska Highway ad Haines Junction nello Yukon; Skagway collegata dalla Klondike Highway all'Alaska Highway presso Whitehorse; Hyder, collegata dalla Cassiar Highway alla rete stradale della Columbia Britannica.
Oltre a queste esistono delle piccole reti stradali a carattere locale, per lo più non asfaltate, che collegano località limitrofe. Un esempio è costituito dalla rete dell'isola di Principe di Galles, costruita nel secolo scorso per collegamenti industriali, che collega le località di Coffman Cove, Craig, Hydaburg, Hollis, Kasaan, Klawock, Nautaki, Thorne Bay, e Whale Pass.
Rete ferroviaria
Anche la rete ferroviaria è quasi del tutto assente in questa regione. L'unica linea attualmente (2016) funzionante è la White Pass e Yukon Route che collega Skagway con Whitehorse in Canada attraversando le Boundary Ranges al White Pass. La linea è a scartamento ridotto e fu costruita fra il 1898 ed il 1900, quando iniziò il servizio ad uso quasi esclusivo di minatori e cercatori d'oro che dall'Alaska volevano raggiungere i terreni auriferi del Klondike. Attualmente la linea è considerata una ferrovia turistica che trasporta ogni anni migliaia di viaggiatori che sbarcati nel porto di Skagway vogliono fare una escursione nell'entroterra passando attraverso territori selvaggi e ricchi di attrattive naturali. La linea è isolata, cioè non è collegata a nessun'altra linea ferrovia, né in Alaska, né in Canada.
Trasporti marittimi
I trasporti via mare sono la principale via di comunicazione utilizzata nella regione. Vi sono due maggiori compagnie che effettuani i trasporti: l'Alaska Marine Highway (AMH), di proprietà dello stato dell'Alaska, e la Inter-Island Ferry Authority (IFA) di proprietà di alcune comunità native dell'isola principe di Galles, Wrangell e Petersburg. L'AMH connette fra loro le principali località costiere della regione e queste con i porti del Golfo dell'Alaska a nord, e con i porti a sud di Prince Rupert nella Columbia Britannica, e di Bellingham nello stato di Washington. Dal 2013, l'IFA fornisce un servizio quotidiano di andata e ritorno tra Hollis, sull'Isola Principe di Galles e Ketchikan su Revillagigedo Island. Dal 2014 opera inoltre una nuova organizzazione, la Rainforest Islands Ferry Authority, che collega Coffman Cove sull'isola Principe di Galles, con Wrangell e Petersburg.
Trasporti aerei
Il principale vettore della regione è l'Alaska Airlines che con l'Aeroporto internazionale di Juneau serve tutta l'area centrale e settentrionale e con l'Aeroporto internazionale di Ketchikan serve come hub secondario l'area meridionale. Esistono poi una serie di compagnie minori, dette talvolta busch airlines, che offrino collegamenti regolari e servizi di aerotaxi che consento di raggiungere tutte le comunità e i villaggi più piccoli e più isolati della regione. Molte comunità sono accessibili per via aerea soltanto tramite idrovolanti, in quanto le piste sono spesso difficili da costruire su terreni con forte pendenza.